# Rathgall

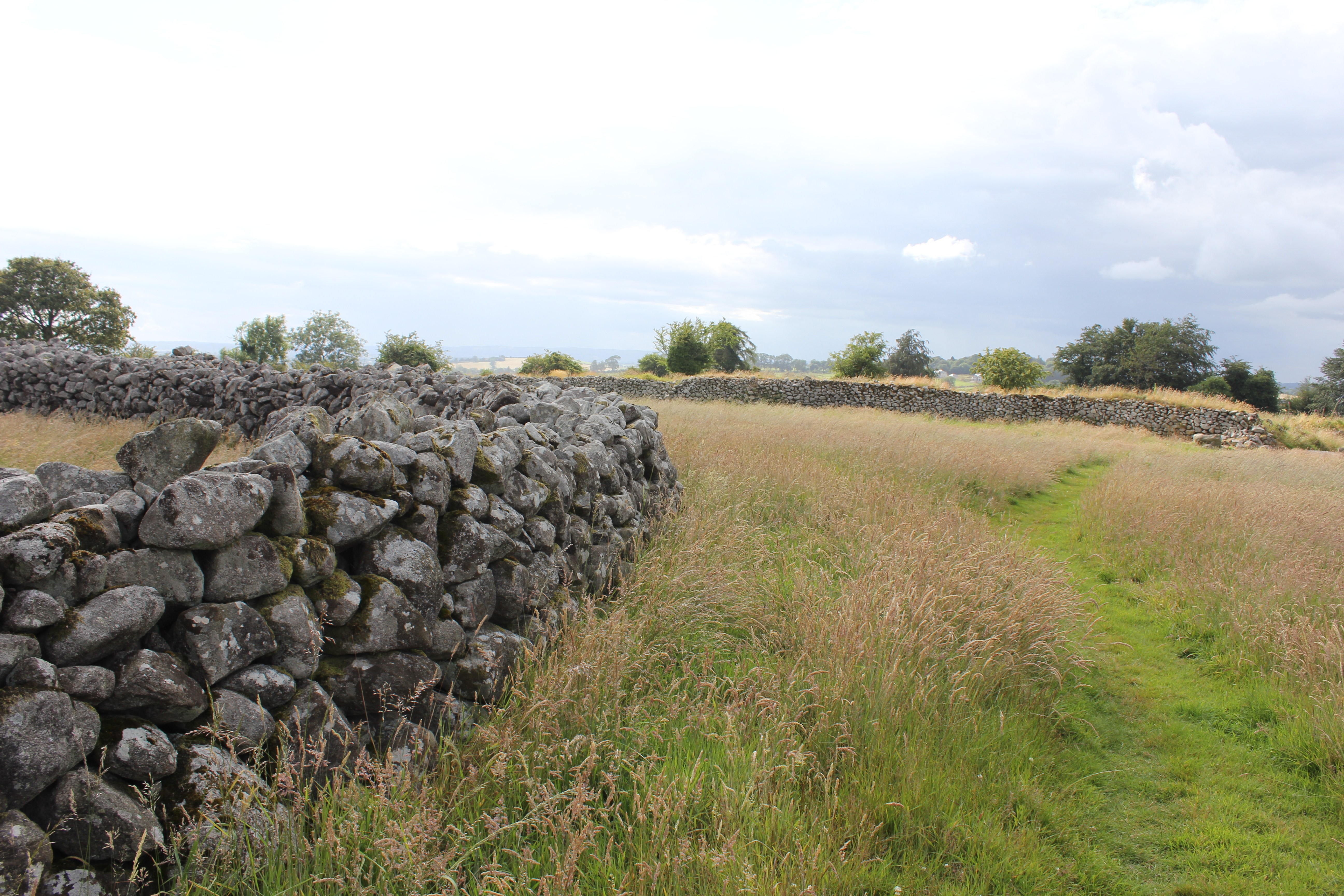
De binnenste en buitenste muren

Rathgall of Rath Geal (het witte of heldere fort), ook wel Ring of the Rath genoemd, is een grote heuvel nabij Shillelagh in Ierland. Rathgall dateert uit de bronstijd en bestaat uit ruwweg drie concentrische stenen wallen en in het midden een vierde muur van metselwerk uit de Middeleeuwen. Rathgall is een nationaal monument.
Er vonden opgravingen plaats op slechts een gedeelte van de site onder leiding van Barry Raftery in de jaren 70. Er werden talloze voorwerpen gevonden, zoals keramische vaten, potscherven en glazen kralen die aantonen dat de site in de midden en late bronstijd in gebruik was. Er zijn ook een aantal gouden voorwerpen aangetroffen. Ook is er een begraafplaats gevonden die aantoont dat de site ook daarna nog in gebruik was. De vondst van mallen wijst op metaalbewerking voor wapens en gereedschappen.
Er zijn talloze legendes gekoppeld aan deze site, zoals verhalen over feeën en de site is een bedevaartsoord voor kinderloze echtparen.

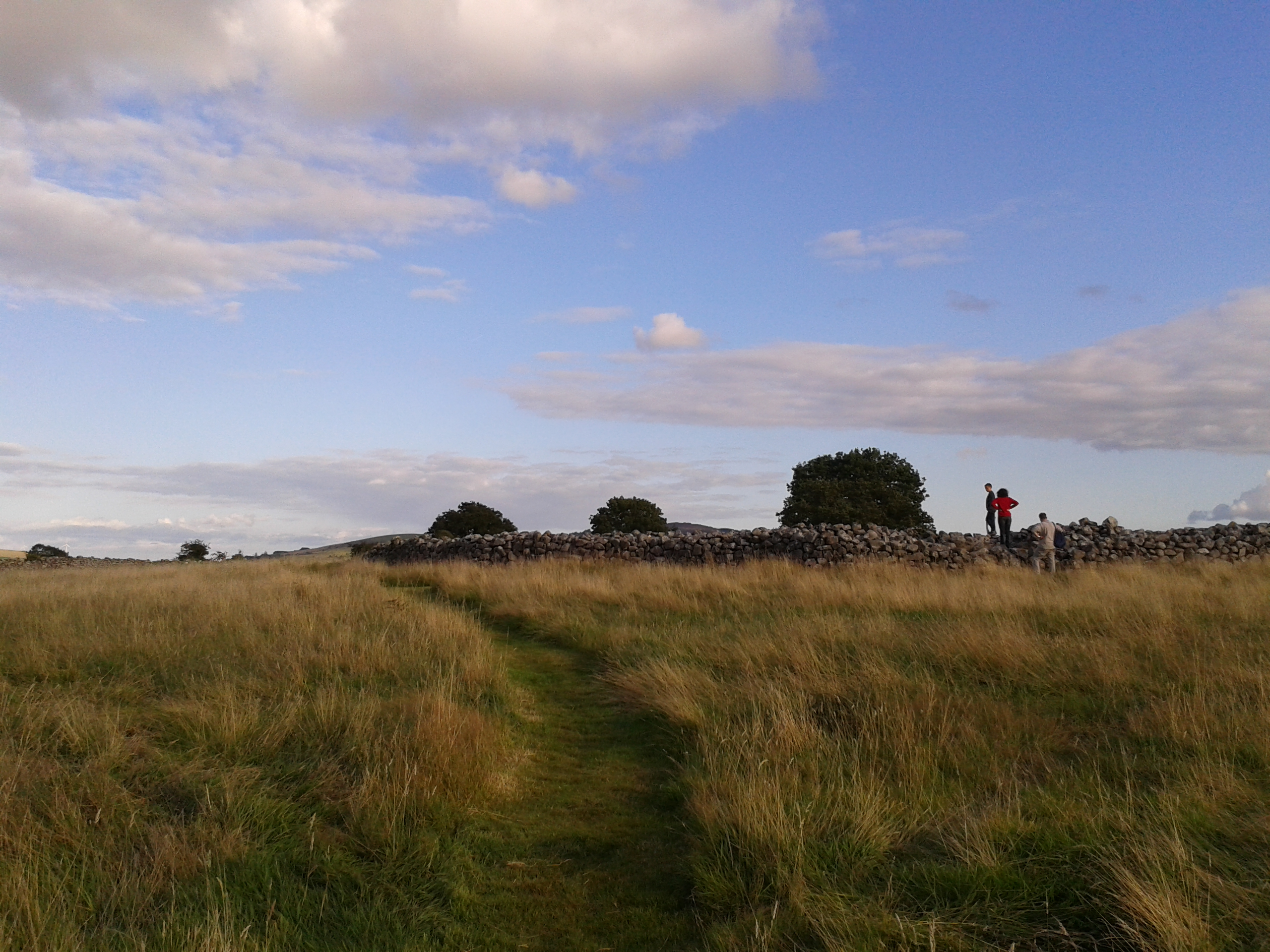
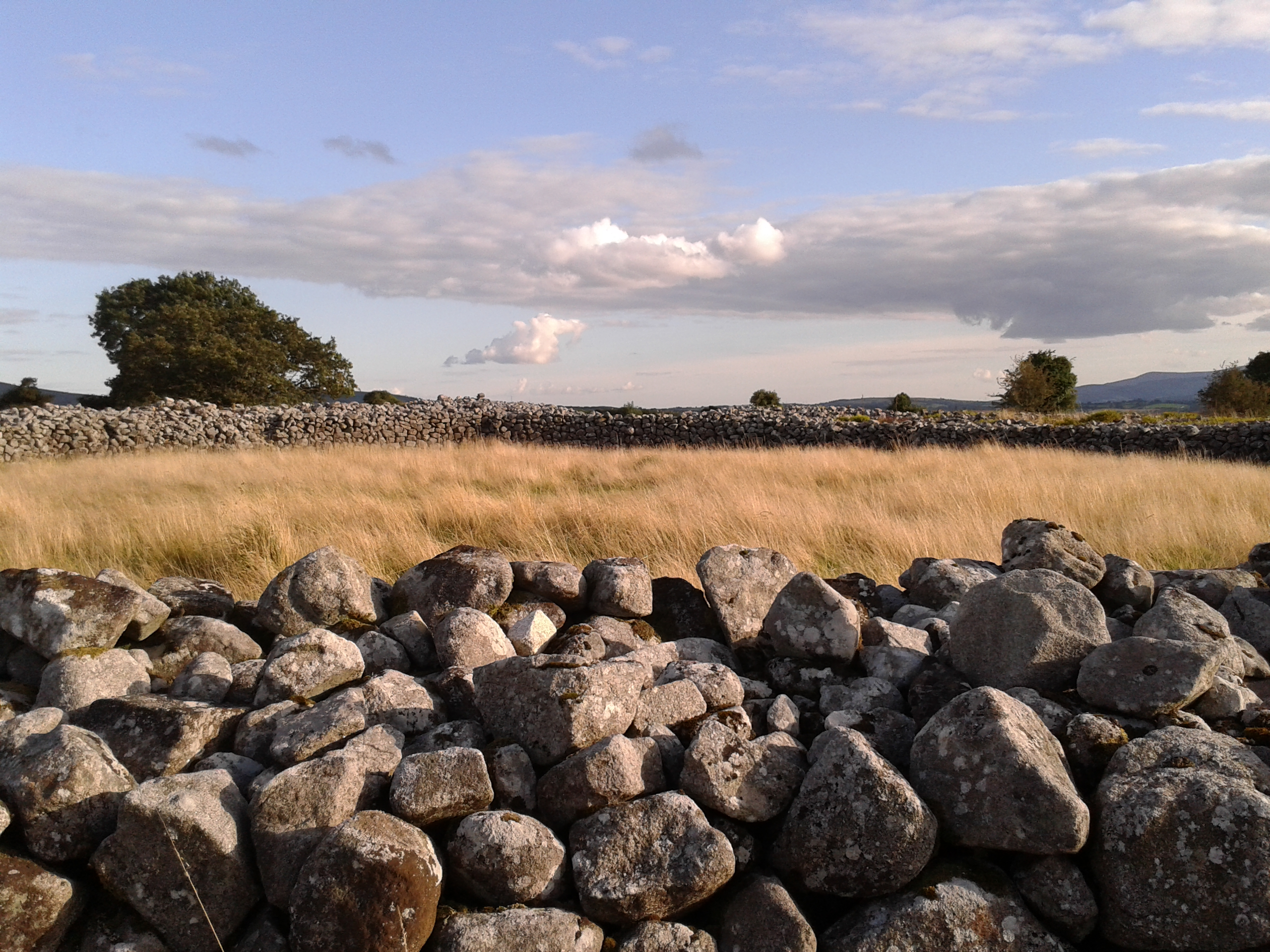
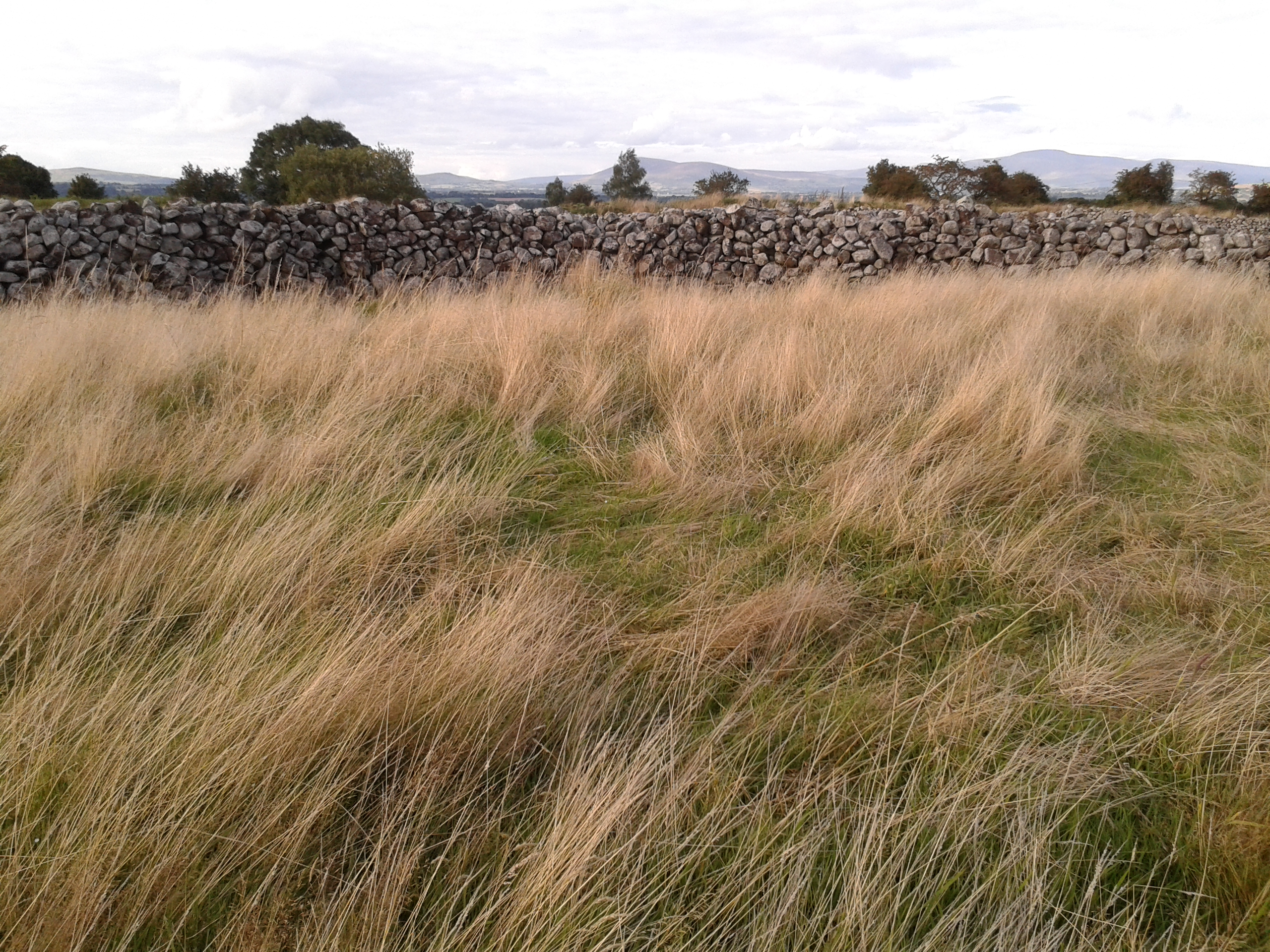
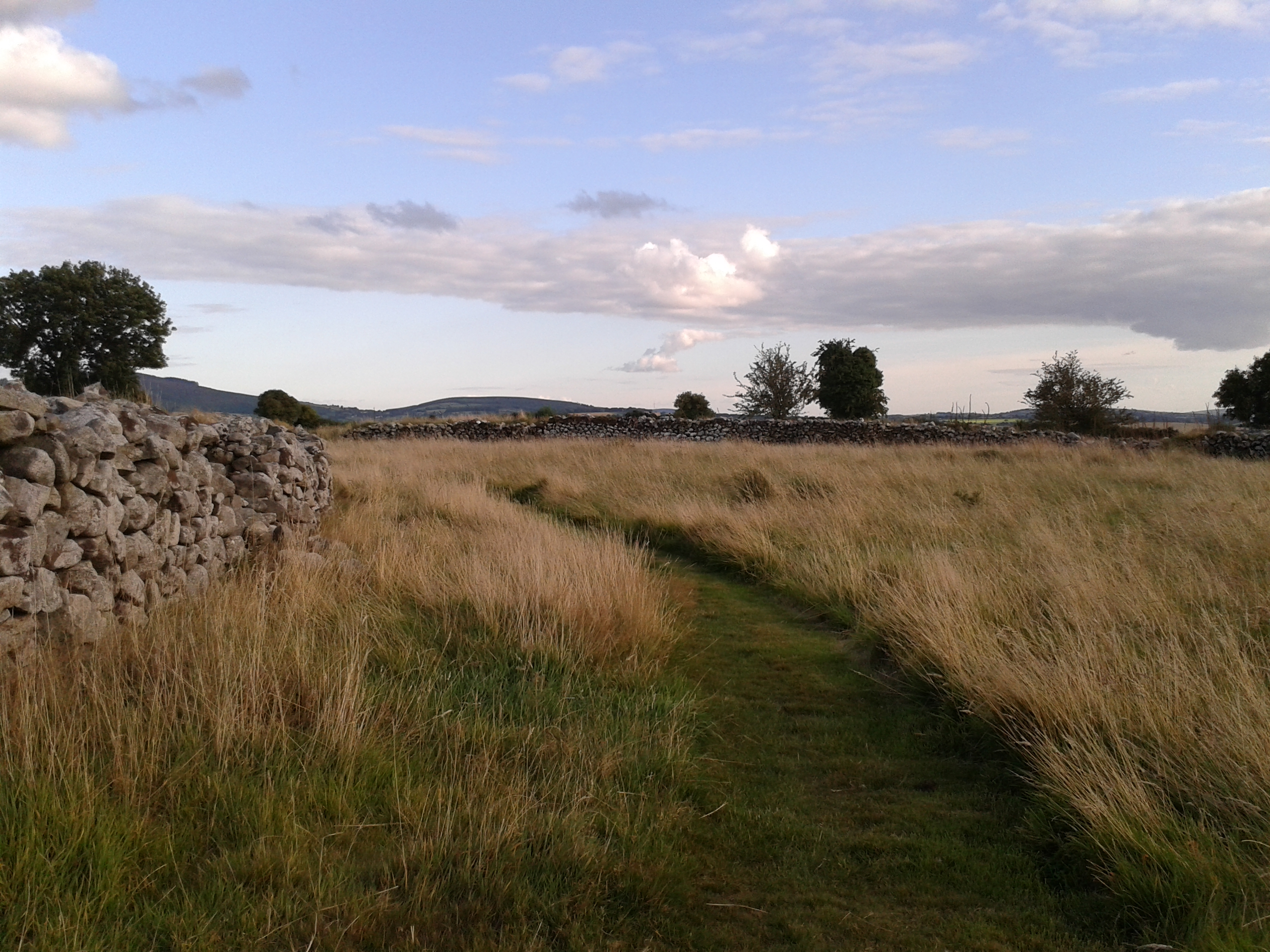
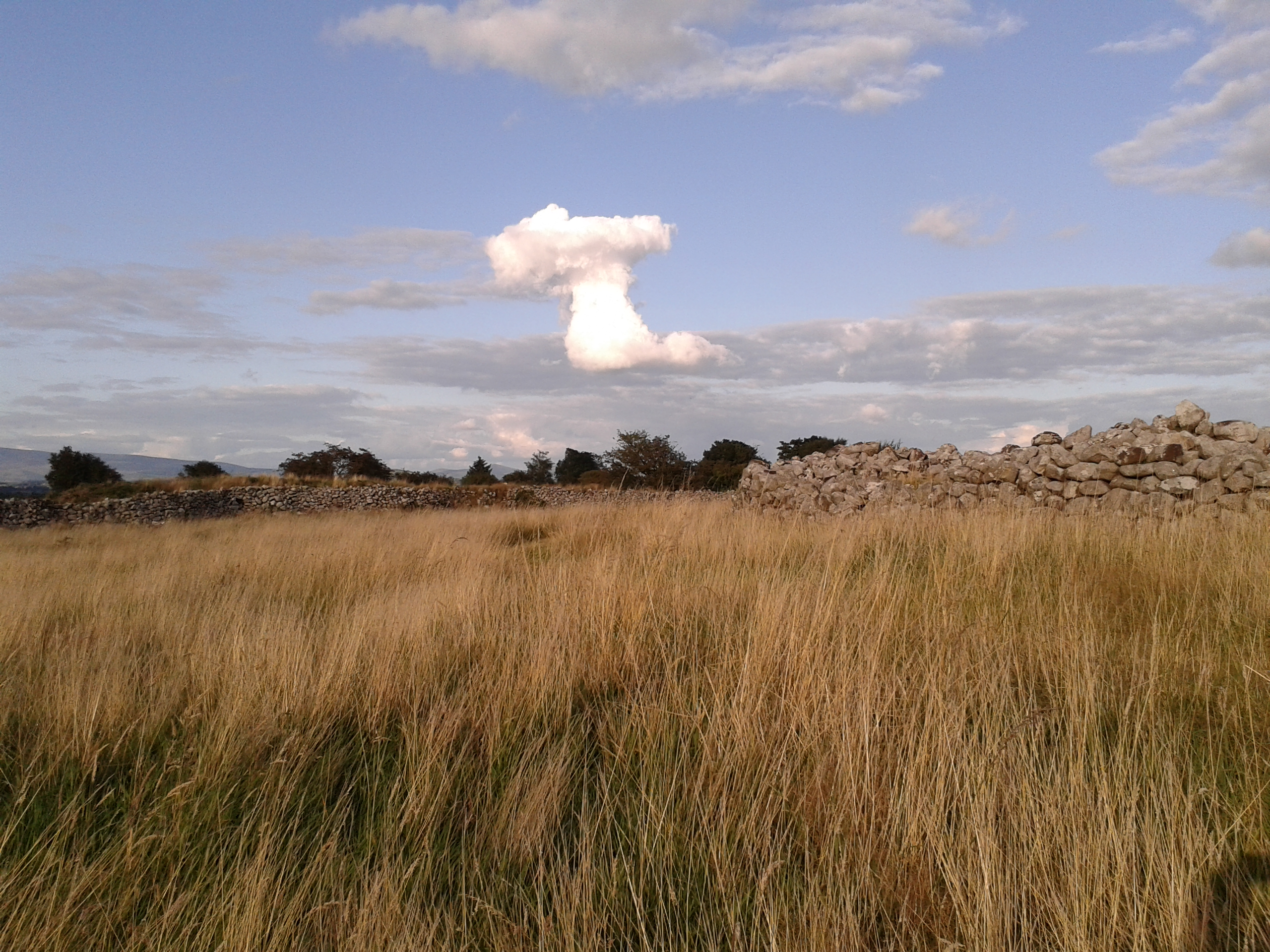
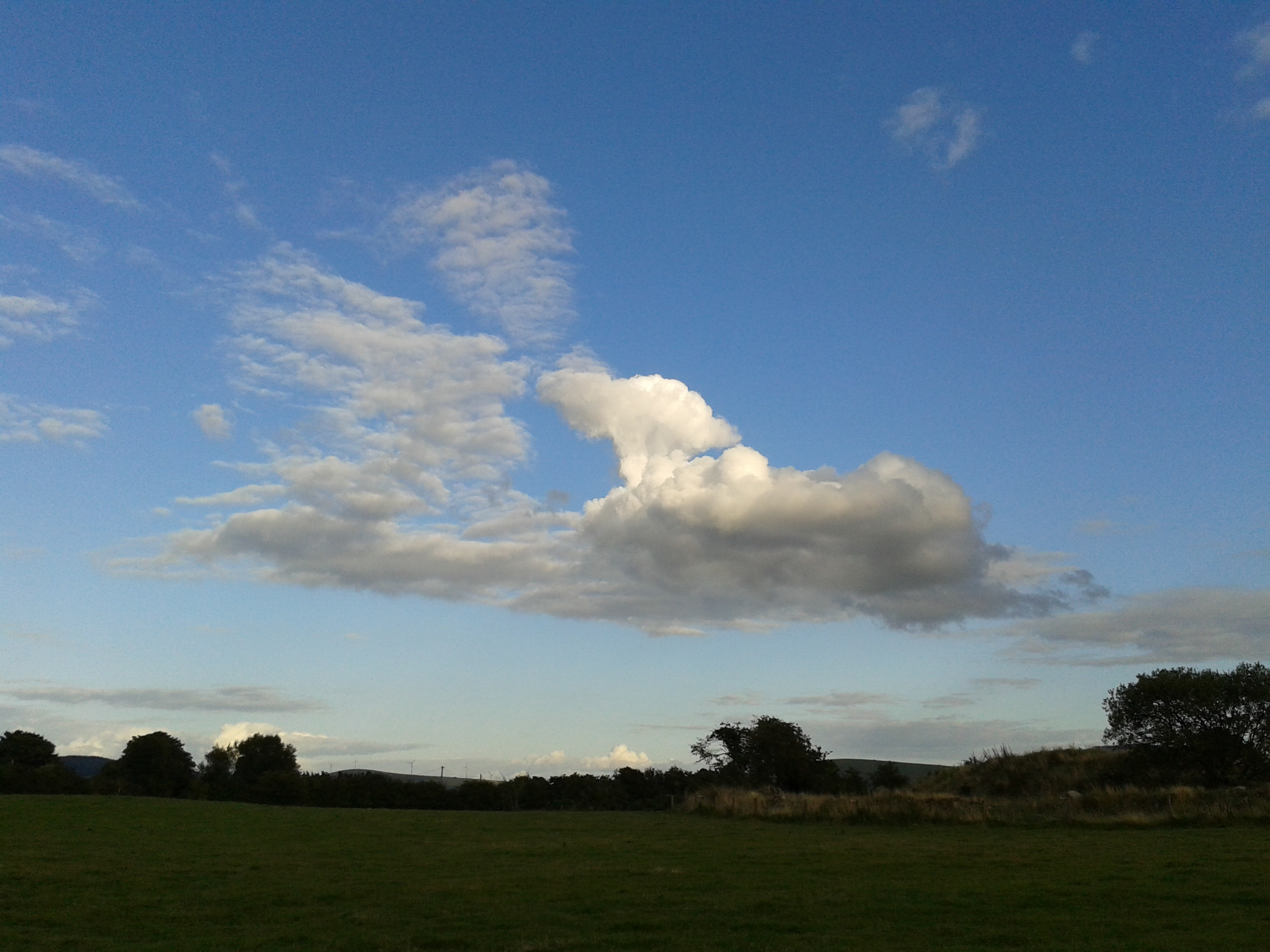